# زاکاتکاس ٬زاکاتکاس
زاکاتکاس (به اسپانیایی: Zacatecas, Zacatecas) از شهرهای کشور مکزیک است که در ایالت زاکاتکاس قرار دارد و جمعیت آن طبق سرشماری سال ۲۰۱۰ میلادی ۱۳۸٬۸۲۳ نفر بوده است.